# Jane I. Guyer
Jane I. Guyer (née le 31 décembre 1943 à Dunoon, morte le 17 janvier 2024 à Davis (Californie)) est professeure émérite au département d’anthropologie de l’Université Johns-Hopkins. Africaniste distinguée, elle est membre de l'Académie nationale des sciences et l'Académie américaine des arts et des sciences américaines.

## Biographie

### Enfance et formation
Jane Isabel Mason naît en Écosse à Dunoon et étudie à la London School of Economics où elle obtient une licence en sociologie en 1965 avec mention de first-class honor,. Elle poursuit ses études à l’Université de Rochester, dont le département est principalement tourné vers l'étude de la tradition anthropologique sociale britannique, et elle y étudie sous la direction de Robert Merrill et Alfred Harris. Elle termine sa formation doctorale en 1972. Sa thèse s’intitule The Organizational Plan of Traditional Farming: Idere, Western Nigeria,.

### Carrière
Elle obtient son premier poste d’enseignement à l’Université de Caroline du Nord avant même d’avoir terminé ses études,.  Elle utilise ses recherches empiriques sur les femmes dans l'agriculture et les systèmes d'approvisionnement des denrées au Cameroun et au Nigéria pour développer différentes théories,.
Jane Guyer a enseigné à l’Université Northwestern, à l’Université Harvard et à l’Université de Boston,. Elle publie abondamment sur le développement économique en Afrique de l'Ouest, sur l’économie productive, la division du travail et la gestion de l’argent.  Elle siège à plusieurs comités internationaux et nationaux, notamment le Groupe consultatif international auprès de la Banque mondiale et des gouvernements du Tchad et du Cameroun sur le projet de développement pétrolier et d’oléoduc Tchad–Cameroun de 2001 à 2009,.
Elle participe également au panel Lost Crops of Africa (de 2006 à 2008) publié par l’Académie nationale, ainsi qu’au conseil d’administration et au comité exécutif de l’African Studies Association (en),,.

### Académicienne
Elle est élue à l’Académie nationale des sciences américaine en 2008 puis à l'Académie américaine des arts et des sciences en 2009 toujours aux États-Unis. En 2012, elle est nommée Africaniste distinguée par l'African Studies Association américaine.

## Principaux travaux

### Publications
- Family and Farm in Southern Cameroon, 1984. Boston University, African Studies Center. Research Study #15.
- Feeding African Cities: Essays in Regional Social History (éditrice), 1987. Edinburgh University Press et International African Institute.
- An African Niche Economy, 1997. Edinburgh University Press et International African Institute.
- Time and African Land Use: Ethnography and Remote Sensing, 2007. Jane Guyer et Éric Lambin (éds.) Numéro spécial de Human Ecology, vol. 35, no. 1.
- Money Matters: Instability, Values and Social Payments in the Modern History of West African Communities (éditrice), 1995. Heinemann.
- Money Struggles and City Life (coédité avec LaRay Denzer et Adigun Agbaje), 2002. Heinemann.
- Marginal Gains: Monetary Transactions in Atlantic Africa, 2004. University of Chicago Press.
- Cultures of Monetarism. Recueil d’articles et résumés.

### Expositions
- To Dance the Spirit: Masks of Liberia, 1986. Peabody Museum of Archaeology and Ethnology, Université Harvard.
- Living Tradition in Africa and the Americas: The Legacy of Melville J. & Frances S. Herskovits, 1998. Mary and Leigh Block Museum of Art, Université Northwestern.